# کاتون این د المز
کاتون این د المز (به انگلیسی: Coton in the Elms) یک روستا و محله مدنی در بریتانیا است که در South Derbyshire واقع شده‌است. کاتون این د المز ۸۹۶ نفر جمعیت‌دارد.